# Marcia Reale
Die Marcia Reale (der Königliche Marsch), auch Fanfara Reale (königliche Fanfare), war die italienische Nationalhymne von 1861 bis 1943. 

## Geschichte
Die Melodie stammt von dem Komponisten und Kapellmeister des Infanterieregiments Savoia Giuseppe Gabetti (1796–1862), der sie 1831 im Auftrag von Karl Albert, dem König von Sardinien-Piemont, verfasste.
Von 1922 bis 1943 pflegte ihr bei offiziellen Anlässen jeweils unmittelbar die Giovinezza, die Parteihymne der Faschistischen Partei, zu folgen.
Nach der Verkündung des italienischen Waffenstillstands mit den Alliierten am 8. September 1943 wurde die Marcia Reale von der Regierung Badoglio nicht mehr als Nationalhymne benutzt. Mit dieser Entscheidung wollte man sich klar vom Königshaus distanzieren, das in der öffentlichen Meinung entscheidend zum Aufstieg Mussolinis beigetragen hatte. Als neue Nationalhymne wurde das im Ersten Weltkrieg entstandene Lied  Leggenda del Piave bestimmt.
Nach Ausrufung der Republik 1946 löste unter der Regierung De Gasperi IV auf Vorschlag des Verteidigungsministers Cipriano Facchinetti der Canto degli Italiani, besser bekannt als Inno di Mameli, schließlich de facto den Königlichen Marsch als Nationalhymne ab.

## Text

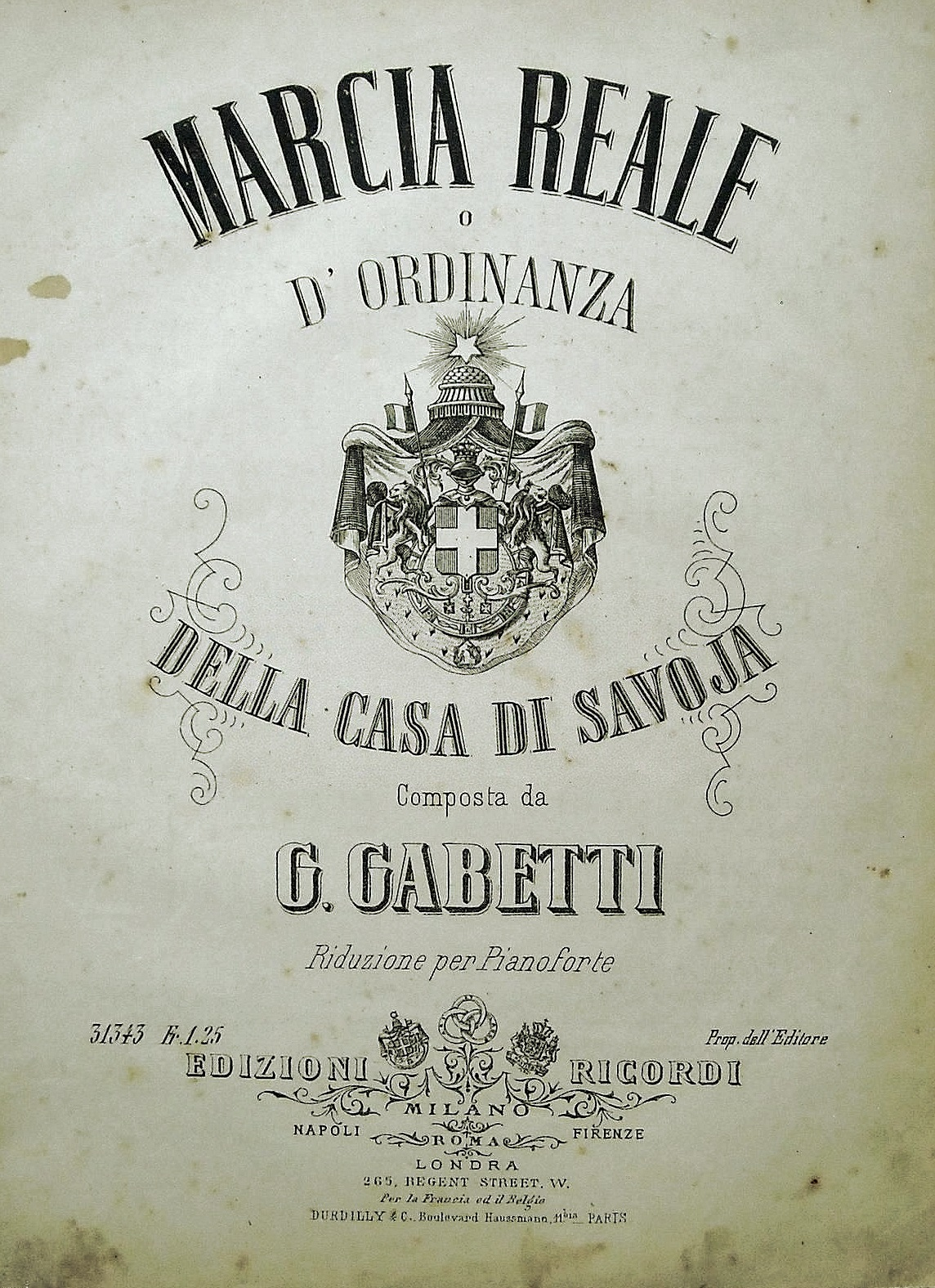
Titelblatt eines Notenheftes der Marcia Reale von 1890

| Original | Übersetzung |
| --- | --- |
| Viva il Re! Viva il Re! Viva il Re! Chinate o reggimenti le Bandiere al nostro Re la gloria e la fortuna dell’Italia con Lui è. Bei figli d’Italia gridate evviva il Re! Chinate o reggimenti le Bandiere al nostro Re.                                                                           | Es lebe der König! Es lebe der König! Es lebe der König! Senkt die Fahnen zum Gruß, ihr Regimenter, für unseren König Der Ruhm und das Glück Italiens ist mit Ihm. Schöne Söhne Italiens, ruft „Es lebe der König!“ Senkt die Fahnen zum Gruß, ihr Regimenter, für unseren König.                                                                    |
| Viva il Re! Viva il Re! Viva il Re! Le trombe liete squillano Viva il Re! Viva il Re! Viva il Re! Con esse i canti echeggiano cantici di gloria le trombe squillano, squillano fervidi d’amor nel nostro giubilo squillano la forza d’Italia, l’amore, la fede, l’amore verso il Re, verso il Re. | Es lebe der König! Es lebe der König! Es lebe der König! Die Trompeten schallen heiter. Es lebe der König! Es lebe der König! Es lebe der König! Mit ihnen hallen die Chöre wider. Epen des Ruhms verkünden die Trompeten, glühend von Liebe in unserem Jubel, verkünden die Kraft Italiens, die Liebe, den Glauben, die Liebe zum König, zum König. |
| Viva il Re! Viva il Re! Viva il Re! Le trombe liete squillano Viva il Re! Viva il Re! Viva il Re! Con esse i canti echeggiano cantici di gloria le trombe squillano, squillano fervidi d’amor nel nostro giubilo squillano la forza d’Italia, l’amore, la fede, l’amore verso il Re, verso il Re. | Es lebe der König! Es lebe der König! Es lebe der König! Die Trompeten schallen heiter. Es lebe der König! Es lebe der König! Es lebe der König! Mit ihnen hallen die Chöre wider Epen des Ruhms verkünden die Trompeten glühend von Liebe in unserem Jubel, verkünden die Kraft Italiens, die Liebe, den Glauben, die Liebe zum König, zum König.   |
| Viva l’Italia, Viva il Re! Viva il Re! Tutta l’Italia spera in Te, crede in Te. Gloria di nostra stirpe, segnal di libertà la nostra libertà, la bella libertà. | Es lebe Italien, es lebe der König! Es lebe der König! Ganz Italien hofft auf dich, glaubt an dich. Ruhm unserer Abkunft, Zeichen der Freiheit, Unserer Freiheit, der schönen Freiheit. |
| Quando i nemici piombino sui nostri campi floridi dove gli eroi pugnarono nella trascorsa età. Finché duri l’amor di Patria fervido finché regni la nostra civiltà. | Wenn die Feinde einfallen in unsere blühenden Felder, wo die Helden kämpften im vergangenen Zeitalter. Damit die brennende Vaterliebe anhält, damit sie unsere Gesellschaft beherrscht. |
| L’Alpe d’Italia libera del bel parlare angelico piede d’odiato barbaro giammai calpesterà finché duri l’amor di Patria fervido finché regni la nostra civiltà. | Die Alpen des freien Italiens, der engelhaften Sprache, wird der Fuß des verhassten Barbars niemals betreten. Damit die brennende Vaterlandsliebe anhält, damit sie unsere Gesellschaft beherrscht. |
| Come falange unanime i figli della Patria si copriran di gloria gridando viva il Re. Viva il Re. | Wie eine einige Phalanx werden sich die Söhne der Heimat mit Ehre bedecken und „Es lebe der König“ rufen. Es lebe der König. |